# مرکز پژوهش‌های فلسطین
مرکز پژوهش‌ها (به عربی: مركز الأبحاث) مؤسسه‌ای که در سال ۱۹۶۵ در بیروت برای جمع‌آوری، حفظ، تجزیه و تحلیل کتب و مطالب مربوط به فلسطین، فرهنگ و تاریخ مدرن آن و مبارزات سیاسی مردم فلسطین تأسیس شد. مرکز پژوهش‌ها در بیروت با تصمیم اولین کمیته اجرایی سازمان آزادیبخش فلسطین، اندکی پس از اعلام تأسیس این سازمان در مهٔ ۱۹۶۴، تأسیس شد و از نهادهای سازمان آزادیبخش فلسطین شمرده می‌شود. این مرکز از بدو تأسیس و همگام با توسعهٔ خود، به عنوان اولین مؤسسه علمی فلسطینی در زمینه مطالعات سیاسی، اجتماعی، اقتصادی و نظامی، جایگاه علمی برجسته‌ای را به خود در جهان عرب اختصاص داده و در این زمینه از شهرت برخوردار است.

## پیشینه
مرکز پژوهش‌ها/الأبحاث در ۲۸ فوریهٔ ۱۹۶۵ در بیروت با تصمیم اولین کمیتهٔ اجرایی سازمان آزادیبخش فلسطین (ساف)، اندکی پس از اعلام برپایی این سازمان در مهٔ ۱۹۶۴، تأسیس شد. در تصمیم کمیتهٔ اجرایی، مرکز به عنوان یکی از مؤسسات ساف، تحت مدیریت یک مدیر کل که مستقیماً به رئیس کمیتهٔ اجرایی گزارش می‌دهد، در نظر گرفته شد. این مرکز، نظام‌ها و رویه‌های مالی-اداری جاری در سازمان ساف را اعمال می‌کند. صندوق ملی فلسطین بر حساب‌های آن نظارت دارد. از بدو تأسیس، این مرکز در رابطه با فعالیت خود در زمینه‌هایی که برای آن تأسیس شده است، از استقلال زیادی برخوردار بوده است.
کمیتهٔ اجرایی، فایز صایغ را به مسئولیت تأسیس مرکز و نظارت بر عملکرد آن منصوب کرد. وی این مسئولیت را تا اوت ۱۹۶۶ ادامه داد. پس از استعفای وی، انیس صایغ جانشین وی شد. سپس محمود درویش تا ژوئیه ۱۹۷۸ به عنوان مدیرکل منصوب شد و پس از او صبری جریس جانشین وی شد.
این مرکز برای تأمین هزینه‌های خود به منبع اولیه‌ای متکی است که بودجه سالانه‌ای می‌باشد که توسط کمیتهٔ اجرایی سازمان ساف به آن تخصیص می‌یابد و مجلس ملی فلسطین آن را تأیید می‌کند. همچنین در تأمین کمک‌های مالی، به تصمیم‌گیری کمیته در موارد استثنایی روی می‌آورد. ساف تا سال ۱۹۷۲ تنها منبع مالی مرکز باقی ماند، زمانی که شورای اتحادیه عرب تصمیم گرفت علاوه بر بودجهٔ سالانهٔ مرکز، کمک سالانه‌ای را نیز به مرکز ارائه کند.

## برنامه‌ها و اهداف
مرکز در فعالیت‌های پژوهشی و فکری خود، روش ارائهٔ عینی و مستند موضوعی را در مطالعات، کتب و نشریات خود اتخاذ می‌کند. از بدو تأسیس، هدایت کلی این مرکز بر این است که خوانندهٔ عرب را با جنبه‌های مختلف زندگی در اسرائیل آشنا کند. در مرحله بعد، مرکز توجه بیشتری به مطالعه شرایط مردم فلسطین و نهادهای آنها، علاوه بر پیگیری امور اسرائیل، داشت. از سال ۱۹۶۷ این مرکز توجه ویژه ای به امور مناطق اشغال‌شده توسط اسرائیل در جنگ ۱۹۶۷ داشته است، علاوه بر رسیدگی به امور عرب‌های ساکن اسرائیل از سال ۱۹۴۸ و پیگیری مشکلات اجتماعی و فعالیت‌های آنان. این مرکز، به ویژه پس از سال ۱۹۶۷، تمایل به پوشش مواضع بین‌المللی و فعالیت‌های جهانی مرتبط با موضوع فلسطین داشت. در پی توسعهٔ اقدامات ملی فلسطین و نقش سازمان آزادیبخش فلسطین که پس از سال ۱۹۶۷ به شکل بزرگی راه‌اندازی شد، مطالعات، تحقیقات، گزارش‌ها و سمینارهای مرکز به دنبال آن رویدادها گسترش یافت.

## بخش‌ها
بخش‌های مختلفی در مرکز ایجاد و توسعه یافتند، از جمله:
- کتابخانه: این مرکز از بدو تأسیس، کتابخانهٔ تخصصی تأسیس کرده است. در طول سال‌های بعدی، تلاش‌ها برای گسترش آن و ارتقای سطح دارایی‌های آن به سمت تخصصی شدن بیشتر ادامه یافت. کتاب‌هایی کسب می‌کند که به مسائل فلسطین و اسرائیل، درگیری عرب‌ها و اسرائیل، مسائل خاورمیانه و هر موضوع مهم دیگری که به زبان‌های عربی، عبری، انگلیسی و فرانسوی منتشر می‌شود، می‌پردازد.
- بایگانی: شامل تمام اسناد منتشر شده دربارهٔ مسئلهٔ فلسطین است. همچین مرکز به دنبال به دست آوردن اسناد منتشر نشده و طبقه‌بندی آن‌ها است.
- روزانه‌های فلسطین: این بخش حقایق روزانه مربوط به مسئلهٔ فلسطین را ثبت می‌کند. این حقایق را از تمام منابعی که دریافت می‌کند و همچنین از منابع مستقیم به دست می‌آورد.
- بولتن نظارت: یک بخش ویژه مسئول نظارت و ضبط محتویات مربوط به درگیری اعراب و اسرائیل یا مسائل مهم داخلی اسرائیل در رادیوی ارتش اسرائیل و تلویزیون اسرائیل.
- مجلهٔ امور فلسطین: ماهنامه‌ای است که در نوع خود اولین ماهنامه به زبان عربی است و به‌طور تخصصی در زمینهٔ انتشار مقالات، مطالعات، تحقیقات و گزارش‌های ماهانه فعالیت می‌کند.
- بخش فنی: شامل ویراستاران تخصصی است که انتشارات مختلف منتشر شده توسط مرکز را ویرایش می‌کنند، عبارات و زبان آن‌ها را تنظیم و منابع آنها را تأیید می‌کنند.
- بخش توزیع و اشتراک: بر توزیع نشریات مرکز چه به صورت مستقیم و چه از طریق پست نظارت می‌کند.
- بخش مالی: مسئولیت امور مالی مرکز را بر عهده دارد و قراردادهای واردات و هزینه را مطابق با سیستم‌های مالی کنترل می‌کند.
- بخش امور اداری: مسئولیت امور اداری را بر عهده دارد و مطابقت آنها را با مقررات و رویه‌های مورد نظر در سازمان آزادی‌بخش فلسطین یا مصوب مرکز بررسی می‌کند.
- بخش‌های پژوهشی/تحقیقاتی: این بخش‌ها مهم‌ترین بخش‌هایی هستند که در مرکز فعالیت می‌کنند، زیرا آنها موادی را برای مرکز تولید می‌کنند یا بر تولید مطالب ارسال شده توسط نویسندگان نظارت می‌کنند.